# Birdland Neuburg

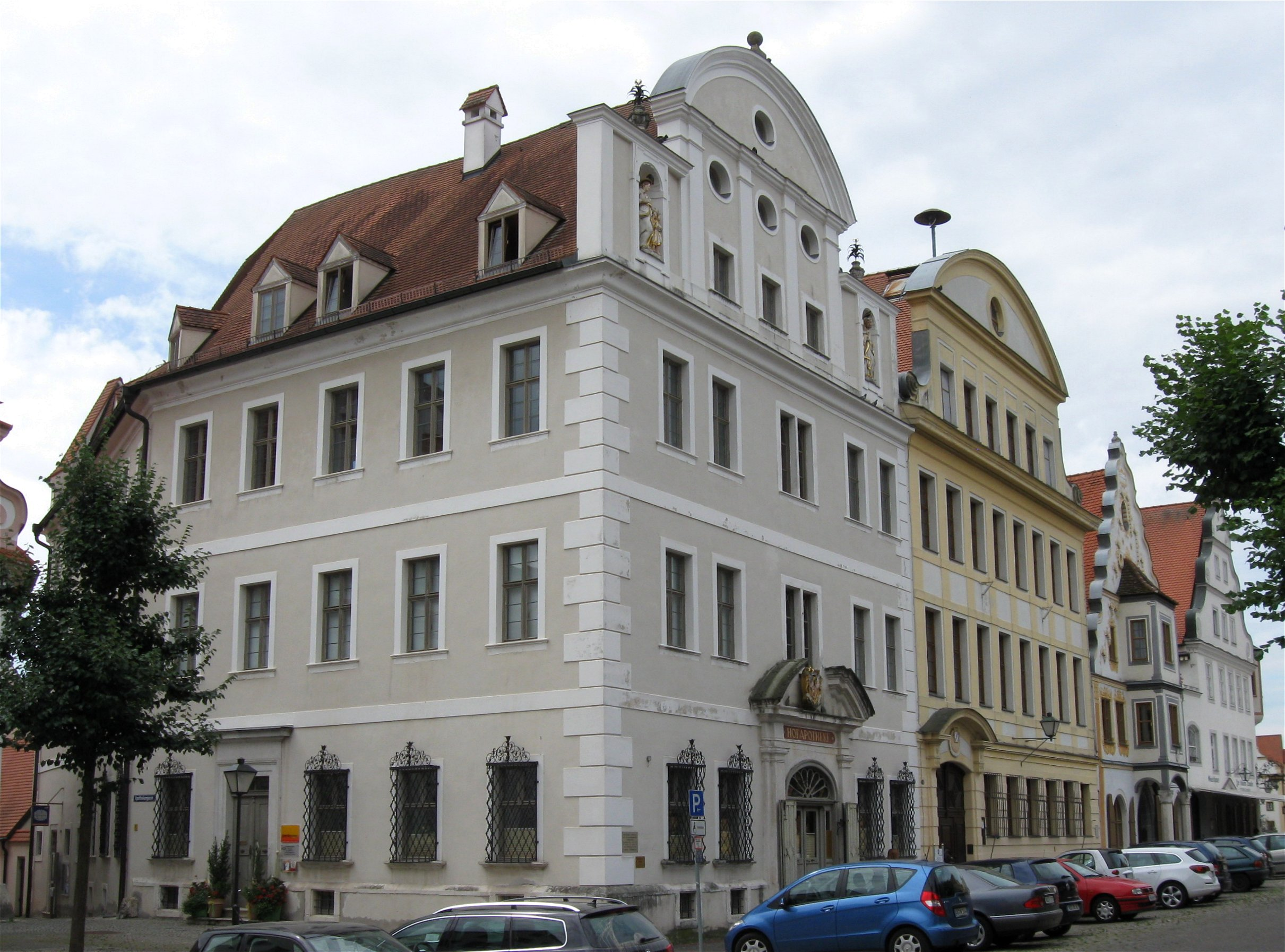
Ehemalige Hofapotheke Neuburg am Karlsplatz: Im Keller das Birdland Neuburg

Das Birdland Neuburg ist ein ursprünglich 1958 gegründeter Jazzclub in Neuburg an der Donau.
Der Birdland Jazz-Club e. V. Neuburg beendete seine Aktivitäten zunächst Mitte der 1960er Jahre, nachdem der Vorsitzende Helmut Viertl (1936–2023) aus beruflichen Gründen umziehen musste und wurde 1985 von Manfred Rehm wiederbelebt. Im 1991 freigelegten Gewölbekeller der ehemaligen Hofapotheke (Amalienstraße 52) spielen regelmäßig Stars wie John Scofield, Carla Bley, Charlie Haden oder Diana Krall; das Publikum reist aufgrund des attraktiven Programms teilweise überregional an. Ein Teil der Konzerte wird vom Bayerischen Rundfunk aufgenommen und gesendet; seit 2011 gibt es in Kooperation mit dem Sender das Birdland-Radio-Festival. Einige Live-Mitschnitte aus dem Birdland wurden als Tonträger veröffentlicht; der Club betreibt auch ein eigenes Label.
Das Birdland Neuburg wurde 2013 für sein Konzert-Programm ausgezeichnet und erhielt aus der Hand von Staatsminister Bernd Neumann den deutschen Spielstättenpreis.

## Auszeichnungen
- APPLAUS 2023 – Preis für bestes Livemusikprogramm[5]

## Diskographie (Auswahl)
- Enrico Rava & Michael Flügel Quartet Live at Birdland Neuburg (1999)
- Lee Konitz Kenny Wheeler Quartet Live at Birdland Neuburg (2001, Doublemoon)
- Candoli Live at Birdland Neuburg (2002, Nagel-Heyer)
- Full Moon Trio Live at Birdland Neuburg (2002, Doublemoon)
- Paul Kuhn Trio Live at Birdland (2010, Statement In Sound)